# Eupithecia gradatilinea
Eupithecia gradatilinea is een vlinder uit de familie spanners (Geometridae). De wetenschappelijke naam van deze soort is voor het eerst geldig gepubliceerd in 1916 door Prout L.B..
De soort komt voor in tropisch Afrika.